# عمر بلافريج
عمر بلافريج ، ولد في 26 اكتوبر1973، هو سياسي مغربي. انتخب عضوا في البرلمان عن الرباط في عام 2016. قبل دخول البرلمان، كان مدير عام تكنوبارك، ورئيس مؤسسة عبد الرحيم بوعبيد. وهو عضو مؤسس في حركة وضوح-طموح-شجاعة.

## السيرة الذاتية

### نشأته
ولد من أب جراح في عام 1973 ، ونشأ في العاصمة الرباط. هو ابن أخ السياسي المغربي أحمد بلافريج وله روابط عائلية مع عبد الرحيم بوعبيد ومحمد اليازغي. درس في مدرسة ديكارت قبل أن ينضم إلى ثانوية جانسون دي سايي في باريس، حيث درس بالأقسام التحضيرية. وأخيرا انضم إلى المدرسة المركزية بليون حيث حصل على درجة مهندس.

### النشاط الجمعوي
ترأس عمر بلافريج مؤسسة عبد الرحيم بوعبيد بين 2009 و 2012. أنشطة المؤسسة قريبة من خلية تفكير وتتميز بنشر تقارير وتحليلات حول التطورات داخل المجتمع المغربي.

### المسار السياسي
في عام 1997 ، كان عمر بلافريج مع الاتحاد الاشتراكي للقوات الشعبية والذي غادره في عام 2010. اشتغل بمجلس مدينة إفران من 2003 إلى 2009 ، قبل أن يصبح رئيس مؤسسة عبد الرحيم بوعبيد.

#### مواقفه
ساند عمر بلافريج مبكرا حركة 20 فبراير التي كانت تطالب بمزيد من الحريات الفردية وإقامة حكم القانون. كان أيضا من معارضي مشروع القطار فائق السرعة في المغرب. بالنسبة له مشروع القطار فائق السرعة هو أبعد من أن يكون أولوية في المغرب الذي يعاني من نسبة عالية من الأمية، وهو في حاجة إلى الطرق الريفية والمصانع.

## روابط خارجية
- صورة من عمر بلافريج نسخة محفوظة 3 مارس 2016 على موقع واي باك مشين. على قناة أرتيو في أكتوبر 2011.
- "عمر بلافريج نسخة محفوظة 3 مارس 2016 على موقع واي باك مشين.: أسباب الغضب" عمر بلافريج ضيف حميد برادة في برنامج «ولكن؟ », الفيديو من أغسطس 24, 2012 على يوتيوب.